# محرك البحث الرائع
محرك البحث الرائع هو برنامج تجسس أو فايروس يقوم بتحميل نفسه على نظام ويندوز القائم عليه الحاسوب. ظهر أولاً في مايو 2003.

## التأثيرات
لدى هذا الفيروس العديد من القدرات عند إكمال تحميله بنجاح في حاسوب المستخدم. إن البرنامج قادر على تغير الصفحة الرئيسية لمتصفح الحاسوب المصاب إلى "coolwebsearch.com", على الرغم إنه يُعتقد انه يعمل فقط على انترنت اكسبلور، أعداد موخرة تأثر على فايرفكس وكروم وغيرها. إن الحاسوب المصاب قادر على صنع إعلانات نوافذ منبثقة التي توجه إلى مواقع أخرى متضمنة مواقع بذيئة، وتجميعه معلومات شخصية عن المستخدم، والتسبب في بطأ الشبكة.